# Academia de Ingenieros de Hoyo de Manzanares

Escudo de la Academia de Ingenieros Militares.

La Academia del Arma de Ingenieros es una institución de formación militar del Ejército de España ubicada en Hoyo de Manzanares (Madrid) España. Fue fundada en 1803 en Alcalá de Henares, y su sede ha estado ubicada en distintas ciudades, como Segovia, Madrid, Guadalajara o Burgos, hasta que fue trasladada en 1986 a su actual ubicación.
Su sede actual se encuentra en la carretera M-618, que enlaza Hoyo de Manzanares con Colmenar Viejo, en la zona norte de la Comunidad de Madrid. El acuartelamiento, situado dentro de un perímetro vallado de unos 4.650 m en el parque natural de la Cuenca Alta del Manzanares, tiene una superficie aproximada de 84 ha y limita al norte y al este con el campo de tiro y maniobras de El Palancar, y al sur y al oeste con diversos terrenos de propiedad pública y privada. Su lema "Nunc Minerva, postea Palas" significa: "Primero la sabiduría, después la guerra".

## Misión
El cometido fundamental de la Academia es la formación de los futuros Oficiales y Suboficiales de las especialidades fundamentales de ingenieros y transmisiones del Ejército de Tierra, y desde el año 2000, también la formación de los soldados de las citadas especialidades.
En el mismo acuartelamiento están ubicados otros centros de enseñanza, como la Escuela Militar de Defensa NBQ para la adecuada formación de defensa en caso de ataque «Nuclear, Biológico o Químico» (NBQ) en el ámbito de las Fuerzas Armadas, y de protección del medio ambiente, o el Centro Internacional de Desminado (CID), cuya misión es colaborar a la puesta en práctica de la política española que, sobre desminado, establezca el Gobierno, instituyéndose como organismo de referencia, en el ámbito nacional, en materia de desminado humanitario.

## Historia
Si bien los ingenieros militares existían en España desde principios del siglo XV, el Cuerpo de Ingenieros, como institución, fue fundado en 1711 por Real Decreto de Felipe V, aprobando la propuesta del Ingeniero General Jorge Próspero de Verboom, uno de los ingenieros militares de más prestigio del siglo XVIII.

### Antecedentes
Los primeros antecedentes de la Academia debemos situarlos en la Real Academia Militar de Matemáticas y Fortificación de Madrid, fundada por el Rey Felipe II, que funcionó de forma intermitente de 1583 a 1697, dirigida entre otros, por los insignes Juan de Herrera y Tiburzio Spannocchi. Casi simultáneamente, de 1675 a 1706, funcionó la Real Academia Militar de Bruselas, dirigida por Sebastián Fernández de Medrano, hasta que la ciudad cayó en poder de las tropas de la Gran Alianza. Posteriormente, impulsada por el propio Verboom, se estableció la Real Academia de Matemáticas de Barcelona, edificada entre 1714 y 1720 sobre el antiguo convento de San Agustí-Vell, abandonado por la comunidad Agustina.
Para atender las necesidades que se planteaban en América y por iniciativa del ingeniero Juan de Herrera, se establece en 1731 la Academia de Matemáticas de Cartagena de Indias.
Estas academias, siempre con directores y profesorado del Cuerpo de Ingenieros, formaban inicialmente oficiales y cadetes de todas las Armas en el conocimiento de las matemáticas, fortificación y otras ciencias. Siempre fue una preocupación la educación técnica y militar de los oficiales.
Las funciones de los ingenieros militares, también llamados ingenieros del Rey, eran básicamente la construcción de fortificaciones y la dirección de su ataque o defensa; además y, durante los siglos XVI al XVIII, atendían a la construcción de las obras públicas de fomento y de ensanche y fundación de ciudades, esto último, sobre todo, en las colonias españolas en América.
Así mismo la inauguración el 16 de mayo de 1764 del Real Colegio de Artillería de Segovia, una institución privilegiada y elitista fundada por el Rey Carlos III, de rígidas normas docentes, exigente plan de estudios y dura vida escolar, creó un tipo nuevo de oficial, culto e ilustrado, donde los oficiales de Artillería intervinieron como auténticos ingenieros de carrera en el proceso de proyecto y diseño, cálculo previo y fabricación de cañones, cureñas, municiones y pólvoras, armas blancas y de fuego y también en fortificaciones, puentes y minas, actividades estas luego asumidas por el Cuerpo de Ingenieros, aglutinando en la práctica los saberes científicos antes dispersos y contribuyendo a impulsar la necesaria renovación tecnológica en los establecimientos fabriles.

### SigloXIX

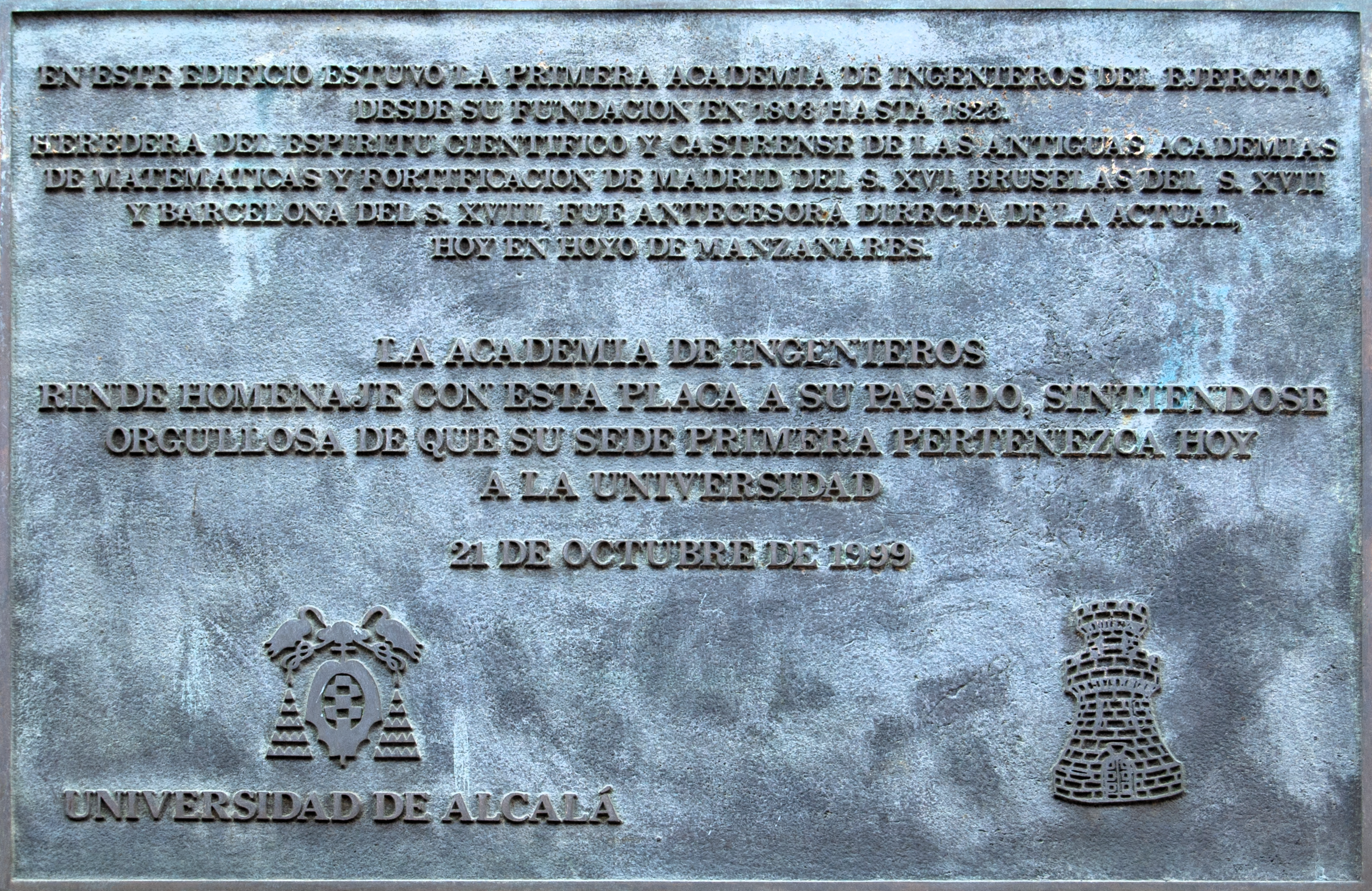
Placa conmemorativa de la primera Academia de Ingenieros del Ejército Español

En 1803, a propuesta del Capitán General José de Urrutia, se publica una Real Ordenanza firmada por Manuel Godoy que introduce una serie de reformas importantes:
- reorganización del Cuerpo de Ingenieros, que cambia su denominación a Cuerpo de Ingenieros de Caminos, Canales y Puertos,
- las obras civiles en la metrópolis pasan a ser controladas por dicho Cuerpo,
- se crea la primera unidad del Cuerpo, el Regimiento Real de Zapadores-Minadores, antecedente de todas las unidades del Arma de Ingenieros,
- y se funda una Academia específica dedicada a la formación de los futuros Ingenieros del Ejército.

Hasta esa fecha, los ingenieros militares se formaban en las mencionadas Academias de Matemáticas y Fortificación, que también impartían enseñanzas a oficiales de las otras Armas, especialmente en el prestigioso Real Colegio de Artillería de Segovia.

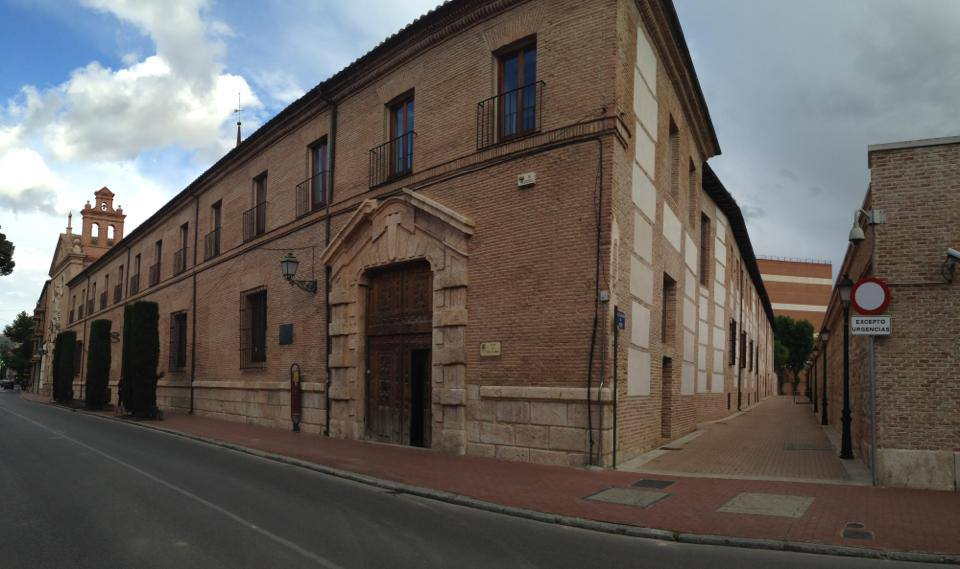
Primera Academias de Ingenieros en Alcalá de Henares (01/09/1803).

La Academia de Ingenieros abrió sus puertas por primera vez, el 1 de septiembre de 1803 en Alcalá de Henares, ciudad que también era sede del recién creado Regimiento Real de Zapadores-Minadores. El Regimiento estuvo muy vinculado a la Academia desde sus orígenes, ya que los alumnos de ésta recibían buena parte de sus clases en las instalaciones de aquel.
En mayo de 1808, al iniciarse la Guerra de la Independencia, el personal de la Academia y el del Regimiento Real decidieron defender la legitimidad del trono frente al invasor francés, por lo que salieron de Alcalá con la bandera desplegada y a tambor batiente, convirtiéndose así en la primera unidad organizada que proclamaba la independencia española. La Academia continuó sus actividades docentes como centro provisional en Cádiz y, una vez terminada la guerra, volvió a Alcalá hasta que en 1823 fue cerrada definitivamente por Fernando VII, por haberse significado los profesores en la defensa de la Constitución de 1812 durante el Trienio Constitucional.
La falta de un centro de preparación para los Ingenieros no podía mantenerse durante mucho tiempo. Así, en 1825 se abrió en Segovia un Colegio General Militar para todas las Armas y Cuerpos, incluido Ingenieros, pero estos se apartaron pronto de esta formación generalista pasando la Academia de Ingenieros, entre 1826 y 1833, por Madrid, Arévalo, Ávila y Talavera de la Reina para finalmente instalarse en Guadalajara gracias a uno de sus héroes: el legendario Teniente General D. Luis María Balanzat de Orvay y Briones, que le dio nuevo Reglamento, realzó el museo y creó un nuevo plan de estudios.

### SigloXX
La Academia permaneció Guadalajara hasta 1931, cuando por la reforma del Ejército llevada a cabo por el ministro Manuel Azaña se uniría nuevamente a la Academia de Artillería en Segovia. En el año 1924, un desafortunado incendio provocó la pérdida de gran cantidad de sus fondos bibliográficos, así como de varias obras pictóricas, entre las que cabe destacar un óleo de Esquivel de gran valor sentimental, que representaba la imposición de las Corbatas de la Real y Militar Orden de San Fernando al Regimiento de Zapadores-Minadores por la reina Isabel II.
Después de la Guerra Civil, la Academia nuevamente es trasladada, esta vez a la ciudad de Burgos, donde con carácter provisional se instala en el antiguo convento de La Merced, por lo que fue conocida como la Academia de la Merced. Durante su permanencia en Burgos, la Academia impartiría la formación de los Cadetes de la hoy Escala de Oficiales (por unión de la escala Superior y Media), y anteriormente la Escala de Oficiales (antes denominada Especial y Media). Se produce la creación del Cuerpo de Ingenieros de Armamento y Construcción, que se nutre inicialmente de oficiales del Arma.
En la década de los años 60 y 70 se crearon la sección de formación de suboficiales y el Regimiento de Instrucción de la Academia de Ingenieros en Hoyo de Manzanares, la dirección de la Academia en Campamento (Madrid), manteniendo en Burgos la sección de formación de oficiales.
En 1985–1986 se imparte el último curso en la Academia de Burgos, recibiendo sus estudiantes en las instalaciones de Hoyo de Manzanares en el curso 1986–1987.

## Biblioteca
Con un número de volúmenes aproximado de 16.900, en su mayor parte procede de donaciones de particulares posteriores a la Guerra Civil. Se trata de un fondo bibliográfico en torno a materias tales como fortificaciones, arquitectura, electricidad, electrónica, ferrocarriles, telegrafía, aviación, etc. La Biblioteca histórica de la Academia (4.000 volúmenes entre los siglos XVI al XIX) se encuentra ubicada físicamente en el Museo, aunque existe otra biblioteca de uso para alumnos y profesores del centro.

## Museo
El Museo-Colección Específico de la Academia de Ingenieros, con su actual configuración, data del año 1986, en que se inauguraban los nuevos edificios de Hoyo de Manzanares. Sus fondos proceden del Museo del Ejército (Sala de Ingenieros), así como de la fusión de las antiguas Secciones de la Academia (la de Enseñanza Superior y Media en Burgos, y la de la Escuela de Aplicación en Madrid) que aportarían sus propios fondos museísticos. Buena parte de tales fondos provienen, a su vez, de antiguos gabinetes de enseñanza (Gabinetes de Fortificación, Puentes, Telegrafía,...) que en su momento tenían una finalidad didáctica, como complemento de los estudios teóricos, y que en la actualidad con el paso del tiempo fueron perdiendo tal carácter, para convertirse en los actuales expuestos en el Museo.
Por motivos de seguridad, las salas del Museo permanecen cerradas ordinariamente, abriéndose al público cada vez que sea necesario para atender en lo posible a la demanda social. El horario de visitas se adapta con carácter ordinario al horario académico, y serán en condiciones de gratuidad durante todos los días del año.